# L'Ami du peuple, de l'ordre et des lois
Pour les articles homonymes, voir L'Ami du peuple.
L'Ami du peuple, de l'ordre et des lois, souvent abrégé à L'Ami du peuple, était un journal bihebdomadaire francophone publié à Montréal de 1832 à 1840.
Le journal était conservateur et loyal à l'autorité britannique. Il était donc en opposition à un mouvement patriotique très présent à l'époque.

## Histoire
Ce semi-hebdomadaire a été fondé en 1832 par Pierre-Édouard Leclerc et John Jones.Son premier rédacteur était Michel Bidaud. Celui-ci utilisait cette plateforme pour transmettre des messages conservateurs en rejetant l’idée d’indépendantisme ainsi que l’union aux États-Unis.